# Ichthyapus
Ichthyapus är ett släkte av fiskar. Ichthyapus ingår i familjen Ophichthidae.
Kladogram enligt Catalogue of Life:
| Ichthyapus | \| \| Ichthyapus acuticeps \| \| \| \| \| \| Ichthyapus insularis \| \| \| \| \| \| Ichthyapus omanensis \| \| \| \| \| \| Ichthyapus ophioneus \| \| \| \| \| \| Ichthyapus platyrhynchus \| \| \| \| \| \| Ichthyapus selachops \| \| \| \| \| \| Ichthyapus vulturis \| \| \| \| |
|            | \| \| Ichthyapus acuticeps \| \| \| \| \| \| Ichthyapus insularis \| \| \| \| \| \| Ichthyapus omanensis \| \| \| \| \| \| Ichthyapus ophioneus \| \| \| \| \| \| Ichthyapus platyrhynchus \| \| \| \| \| \| Ichthyapus selachops \| \| \| \| \| \| Ichthyapus vulturis \| \| \| \| |
|            | Ichthyapus acuticeps |
|            | |
|            | Ichthyapus insularis |
|            | |
|            | Ichthyapus omanensis |
|            | |
|            | Ichthyapus ophioneus |
|            | |
|            | Ichthyapus platyrhynchus |
|            | |
|            | Ichthyapus selachops |
|            | |
|            | Ichthyapus vulturis |
|            | |